# Charpane
Charpane (nep. चारपाने) – gaun wikas samiti we wschodniej części Nepalu w strefie Meći w dystrykcie Jhapa. Według nepalskiego spisu powszechnego z 2001 roku liczył on 2471 gospodarstw domowych i 11727 mieszkańców (5832 kobiet i 5895 mężczyzn).